# 6032 Nobel
6032 Nobel este o planetă minoră (asteroid) din centura de asteroizi. A fost descoperită pe 4 august 1983 la Observatorul Astrofizic din Crimeea⁠(d) de Lyudmila Karachkina⁠(d) și a fost numită după Alfred Nobel. 
Obiectul prezintă o orbită caracterizată de o semiaxă mare de 2,4201414 UAi, o excentricitate de 0,26, o înclinație de 7,55168 ° în raport cu ecliptica.